# Greenbelt
Greenbelt è un comune degli Stati Uniti d'America, situato nella contea di Prince George's nello Stato del Maryland.